# Wereldkampioenschap superbike van Kyalami 1998
Het wereldkampioenschap superbike van Kyalami 1998 was de zevende ronde van het wereldkampioenschap superbike en de zesde ronde van de wereldserie Supersport 1998. De races werden verreden op 5 juli 1998 op het Circuit Kyalami nabij Midrand, Zuid-Afrika.

## Superbike

### Race 1
| Pos | Nr  | Rijder               | Constructeur | Rondes | Tijd        | Grid | Punten |
| --- | --- | -------------------- | ------------ | ------ | ----------- | ---- | ------ |
| 1   | 7   | Pierfrancesco Chili  | Ducati       | 25     | 43:45.405   | 1    | 25     |
| 2   | 2   | Carl Fogarty         | Ducati       | 25     | +1.301      | 4    | 20     |
| 3   | 35  | Gregorio Lavilla     | Ducati       | 25     | +8.294      | 7    | 16     |
| 4   | 8   | James Whitham        | Suzuki       | 25     | +8.721      | 10   | 13     |
| 5   | 6   | Peter Goddard        | Suzuki       | 25     | +9.140      | 8    | 11     |
| 6   | 4   | Akira Yanagawa       | Kawasaki     | 25     | +10.673     | 3    | 10     |
| 7   | 41  | Noriyuki Haga        | Yamaha       | 25     | +10.688     | 9    | 9      |
| 8   | 111 | Aaron Slight         | Honda        | 25     | +16.802     | 5    | 8      |
| 9   | 45  | Colin Edwards        | Honda        | 25     | +17.082     | 6    | 7      |
| 10  | 44  | Scott Russell        | Yamaha       | 25     | +37.723     | 12   | 6      |
| 11  | 39  | Alessandro Gramigni  | Ducati       | 25     | +1:06.067   | 14   | 5      |
| 12  | 9   | Piergiorgio Bontempi | Kawasaki     | 25     | +1:12.741   | 13   | 4      |
| 13  | 15  | Igor Jerman          | Kawasaki     | 25     | +1:24.722   | 16   | 3      |
| 14  | 10  | Andrew Stroud        | Kawasaki     | 24     | +1 ronde    | 17   | 2      |
| 15  | 27  | Frédéric Protat      | Ducati       | 24     | +1 ronde    | 19   | 1      |
| 16  | 73  | Clinton Pienaar      | Ducati       | 24     | +1 ronde    | 20   |        |
| 17  | 76  | Issy Zimmerman       | Ducati       | 23     | +2 ronden   | 21   |        |
| DNF | 5   | Neil Hodgson         | Kawasaki     | 23     | Uitgevallen | 11   |        |
| DNF | 75  | Noel Haarhoff        | Ducati       | 16     | Uitgevallen | 18   |        |
| DNF | 19  | Lucio Pedercini      | Ducati       | 5      | Uitgevallen | 15   |        |
| DNF | 11  | Troy Corser          | Ducati       | 0      | Uitgevallen | 2    |        |

### Race 2
| Pos | Nr  | Rijder               | Constructeur | Rondes | Tijd         | Grid | Punten |
| --- | --- | -------------------- | ------------ | ------ | ------------ | ---- | ------ |
| 1   | 7   | Pierfrancesco Chili  | Ducati       | 25     | 43:45.115    | 1    | 25     |
| 2   | 2   | Carl Fogarty         | Ducati       | 25     | +0.230       | 4    | 20     |
| 3   | 41  | Noriyuki Haga        | Yamaha       | 25     | +0.410       | 9    | 16     |
| 4   | 45  | Colin Edwards        | Honda        | 25     | +1.285       | 6    | 13     |
| 5   | 4   | Akira Yanagawa       | Kawasaki     | 25     | +1.337       | 3    | 11     |
| 6   | 6   | Peter Goddard        | Suzuki       | 25     | +9.805       | 8    | 10     |
| 7   | 11  | Troy Corser          | Ducati       | 25     | +18.151      | 2    | 9      |
| 8   | 111 | Aaron Slight         | Honda        | 25     | +31.715      | 5    | 8      |
| 9   | 44  | Scott Russell        | Yamaha       | 25     | +37.409      | 12   | 7      |
| 10  | 9   | Piergiorgio Bontempi | Kawasaki     | 25     | +49.942      | 13   | 6      |
| 11  | 15  | Igor Jerman          | Kawasaki     | 25     | +56.962      | 16   | 5      |
| 12  | 10  | Andrew Stroud        | Kawasaki     | 25     | +1:01.154    | 17   | 4      |
| 13  | 19  | Lucio Pedercini      | Ducati       | 25     | +1:02.722    | 15   | 3      |
| 14  | 39  | Alessandro Gramigni  | Ducati       | 25     | +1:16.367    | 14   | 2      |
| 15  | 27  | Frédéric Protat      | Ducati       | 24     | +1 ronde     | 19   | 1      |
| 16  | 76  | Issy Zimmerman       | Ducati       | 23     | +2 ronden    | 21   |        |
| DNF | 5   | Neil Hodgson         | Kawasaki     | 21     | Uitgevallen  | 11   |        |
| DNF | 73  | Clinton Pienaar      | Ducati       | 12     | Uitgevallen  | 20   |        |
| DNF | 35  | Gregorio Lavilla     | Ducati       | 4      | Uitgevallen  | 7    |        |
| DNF | 8   | James Whitham        | Suzuki       | 4      | Uitgevallen  | 10   |        |
| DNS | 75  | Noel Haarhoff        | Ducati       | 16     | Niet gestart | 18   |        |

## Supersport
| Pos | Nr | Rijder                | Constructeur | Rondes | Tijd         | Grid | Punten |
| --- | -- | --------------------- | ------------ | ------ | ------------ | ---- | ------ |
| 1   | 4  | Stéphane Chambon      | Suzuki       | 23     | 42:11.652    | 7    | 25     |
| 2   | 2  | Vittoriano Guareschi  | Yamaha       | 23     | +0.744       | 8    | 20     |
| 3   | 8  | Fabrizio Pirovano     | Suzuki       | 23     | +4.018       | 5    | 16     |
| 4   | 1  | Paolo Casoli          | Ducati       | 23     | +5.462       | 6    | 13     |
| 5   | 81 | Brett MacLeod         | Suzuki       | 23     | +5.775       | 16   | 11     |
| 6   | 18 | Cristiano Migliorati  | Ducati       | 23     | +17.012      | 10   | 10     |
| 7   | 21 | Roberto Teneggi       | Ducati       | 23     | +23.667      | 12   | 9      |
| 8   | 80 | Russell Wood          | Honda        | 23     | +26.050      | 9    | 8      |
| 9   | 11 | Giovanni Bussei       | Suzuki       | 23     | +28.075      | 14   | 7      |
| 10  | 52 | James Toseland        | Honda        | 23     | +28.107      | 13   | 6      |
| 11  | 5  | Massimo Meregalli     | Yamaha       | 23     | +28.328      | 22   | 5      |
| 12  | 35 | Mauro Lucchiari       | Ducati       | 23     | +30.657      | 15   | 4      |
| 13  | 9  | Wilco Zeelenberg      | Yamaha       | 23     | +32.878      | 20   | 3      |
| 14  | 14 | Marco Risitano        | Kawasaki     | 23     | +33.110      | 21   | 2      |
| 15  | 19 | Walter Tortoroglio    | Suzuki       | 23     | +33.764      | 25   | 1      |
| 16  | 20 | Werner Daemen         | Kawasaki     | 23     | +34.669      | 24   |        |
| 17  | 6  | Mario Innamorati      | Kawasaki     | 23     | +35.183      | 23   |        |
| 18  | 22 | Stefan Nebel          | Kawasaki     | 23     | +57.397      | 27   |        |
| 19  | 12 | Albert Aerts          | Yamaha       | 23     | +57.564      | 26   |        |
| 20  | 78 | Stewart MacLeod       | Suzuki       | 23     | +1:07.513    | 18   |        |
| 21  | 68 | Mike Dikinson         | Yamaha       | 23     | +1:18.703    | 31   |        |
| DNF | 17 | Pere Riba             | Ducati       | 21     | Uitgevallen  | 1    |        |
| DNF | 13 | Kirk McCarthy         | Honda        | 21     | Uitgevallen  | 3    |        |
| DNF | 96 | Claude-Alain Jäggi    | Ducati       | 15     | Uitgevallen  | 30   |        |
| DNF | 82 | Graeme van Breda      | Suzuki       | 10     | Uitgevallen  | 29   |        |
| DNF | 83 | Greg Dreyer           | Honda        | 8      | Uitgevallen  | 4    |        |
| DNF | 16 | Sébastien Charpentier | Honda        | 5      | Uitgevallen  | 17   |        |
| DNF | 33 | Robert Ulm            | Yamaha       | 2      | Uitgevallen  | 19   |        |
| DNF | 3  | Yves Briguet          | Ducati       | 0      | Uitgevallen  | 2    |        |
| DNF | 77 | Brad Anassis          | Suzuki       | 0      | Uitgevallen  | 11   |        |
| DNS | 28 | Javier Rodríguez      | Yamaha       | 0      | Niet gestart | 28   |        |

## Tussenstanden na wedstrijd

### Superbike
| Pos | Nr  | Rijder              | Team   | Punten |
| --- | --- | ------------------- | ------ | ------ |
| 1   | 111 | Aaron Slight        | Honda  | 210    |
| 2   | 11  | Troy Corser         | Ducati | 209    |
| 3   | 2   | Carl Fogarty        | Ducati | 203    |
| 4   | 7   | Pierfrancesco Chili | Ducati | 194    |
| 5   | 45  | Colin Edwards       | Honda  | 187    |

### Supersport
| Pos | Nr | Rijder               | Team   | Punten |
| --- | -- | -------------------- | ------ | ------ |
| 1   | 8  | Fabrizio Pirovano    | Suzuki | 101    |
| 2   | 2  | Vittoriano Guareschi | Yamaha | 75     |
| 3   | 4  | Stéphane Chambon     | Suzuki | 72     |
| 4   | 5  | Massimo Meregalli    | Yamaha | 67     |
| 5   | 17 | Pere Riba            | Ducati | 67     |

1998 · 1999 · 2000 · 2001 · 2002 · 2009 · 2010